# Hyleoides striatula
Hyleoides striatula là một loài ong trong họ Colletidae. Loài này được Cockerell miêu tả khoa học đầu tiên năm 1921.